# سیارک ۴۹۹۲

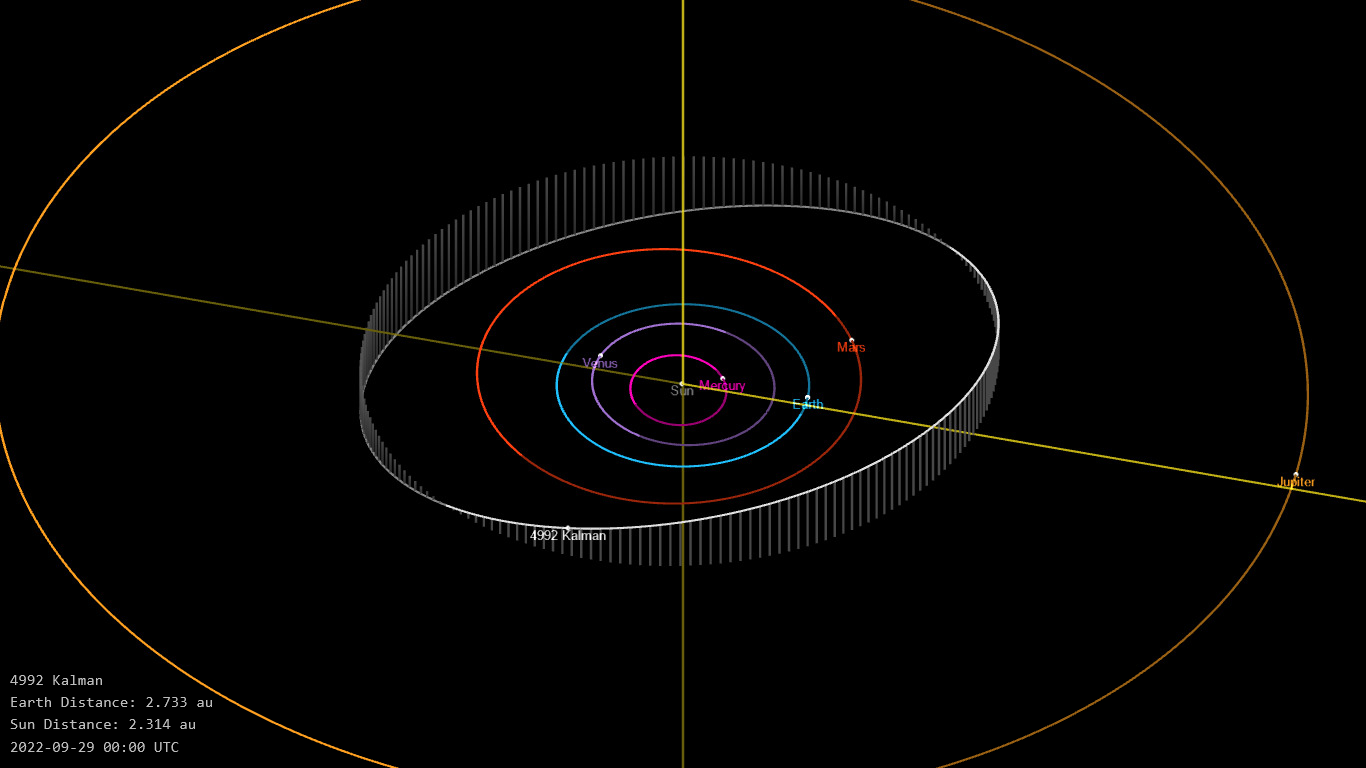
نمایی از محل سیارک ۴۹۹۲ در مدار - ۲۰۲۲

سیارک ۴۹۹۲ (به انگلیسی: 4992 Kalman، نامگذاری:1982UX10) چهار هزار و نهصد و نود و دومین سیارک کشف شده‌است که در ۲۵ اکتبر ۱۹۸۲ کشف شد.
قدر مطلق سیارک برابر ۱۲٫۸۰ است.